# Arthur Bateman
Arthur Bateman (15 de marzo de 1908 - agosto de 1988) fue un futbolista inglés, que jugó en la posición de defensor. Fue jugador histórico del Brentford, en la Football League, donde fue capitán y realizó 146 apariciones.
En 2013, Bateman fue nombrado en una encuesta del 125 aniversario de la Liga de Fútbol como el cuarto mejor capitán de Brentford y fue inducido al Salón de la Fama del club en 2015.

## Carrera

### Primeros años
Bateman comenzó su carrera en Cleethorpes Town, antes de unirse al club de su ciudad, el Grimsby Town en 1927. Allí jugó solo 18 partidos en seis temporadas. Bateman se trasladó al Football League Third Division South, en el Southend United en verano de 1933.

### Brentford
Bateman se unió al Brentford en enero de 1934 e hizo su debut a final de mes, en la victoria 3:0 sobre Plymouth Argyle en Griffin Park. Apodado «Iron Man», Bateman guio al Brentford en la temporada 1934/35 y el equipo ascendió a la Primera División por primera vez historia del club. El único gol de Bateman en el club fue contra Bradford Park Avenue, el 22 de abril de 1935, después de tirar un tiro libre de 40 yardas en la victoria 3:2. Después de la partida de Bert Watson, Bateman fue ascendido a capitán para la temporada 1935-1936 y lideró al equipo a la quinta posición en la división, la más alta en una liga, en toda la historia del club. Una lesión sufrida en la victoria por 1:0 sobre el Arsenal en Griffin Park, en septiembre de 1938, hizo que Bateman se alejara del club prematuramente. Jugó 154 partidos para el Brentford y anotó un gol.

### Convocatoria como internacional
Bateman fue convocado por la selección de fútbol de Inglaterra para un amistoso frente a Alemania en Berlín, el 14 de mayo de 1938. Viajó con el equipo como reserva, pero no jugó en la victoria del equipo inglés 6:3.

## Trayectoria
| Temporada | Equipo          | Apariciones | Goles |
| --------- | --------------- | ----------- | ----- |
| 1927–1933 | Grimsby Town    | 18          | 0     |
| 1933–1934 | Southend United | 19          | 0     |
| 1934–1939 | Brentford       | 146         | 1     |

Nota: Solo se muestran las apariciones en Liga.

## Honores

### Como jugador
- Football League Second Division: 1934–35.[5]

### Como persona
- Brentford Hall of Fame.[3]

## Vida personal
Después de su jubilación anticipada, Bateman regresó a Grimsby y se convirtió en un policía; de allí se retiró retiró en 1969 con el rango de detective inspector.